# Aeroportul Bonaventure
Aeroportul Bonaventure (IATA: YVB, ICAO: CYVB) este un aeroport din Bonaventure⁠(d), Bonaventure⁠(d), Gaspésie–Îles-de-la-Madeleine⁠(d), Provincia Québec, Canada ce deservește zona Bonaventure⁠(d). A fost numit după zona deservită.
Situat la o altitudine de 37 m, aeroportul dispune de o singură pistă. Este operat de Government of Quebec⁠(d).